# Jan Schindzielorz
Jan Schindzielorz (* 8. August 1978 in Goslar, Bundesrepublik Deutschland) ist ein deutscher Leichtathlet.

## Leben
Seine sportliche Karriere begann er im Alter von acht Jahren in seiner Heimatstadt bei der LG Forchheim. Später wechselte er zum LAC Quelle Fürth und trainierte dort unter dem Hochsprungtrainer Stanislaus Olczyk. In der Altersklasse der B-Jugendlichen unter 18 Jahren (U18) startete er bei nationalen Meisterschaften im Hochsprung und im Hürdensprint. Im Hochsprung belegte Schindzielorz 1995 mit einer Bestleistung von 2,06 m den zweiten Platz bei den Deutschen Jugendmeisterschaften in Rhede (U18). Ab 1996 konzentrierte er sich ausschließlich auf den Hürdensprint und zog 2002 nach München, wo er bis zum Ende seiner Karriere am Olympiastützpunkt München trainierte. Die Laufbahn von Schindzielorz war durch Verletzungen geprägt. Im Jahr 2004 verhinderte ein Muskelfaserriss die Qualifikation für die Olympischen Spiele in Athen. Seine größten Erfolge konnte er in der Jugend- und Juniorenzeit erzielen. Zwischen 1994 und 2006 wurde er mehrmals Bayerischer und Süddeutscher Meister im Hochsprung und Hürdensprint. 2004 gewann er seinen ersten Deutschen Meistertitel bei den Erwachsenen. Schindzielorz war zehn Mal für die deutsche Leichtathletiknationalmannschaft im Einsatz. In der Weltjahresbestenliste von 2002 war er auf Platz 21 (Halle) und Platz 27 (Freiluft). Im Sommer 2006 absolvierte er seinen vorerst letzten Wettkampf.
Nach dem Abitur studierte Schindzielorz an der Friedrich-Alexander-Universität Erlangen-Nürnberg und an der TU München Sportwissenschaft und machte 2010 den Bachelor-Abschluss im Fach Sportmanagement an der Fachhochschule für angewandtes Management in Erding.
Nach fast 10 Jahren Wettkampfpause, nimmt Jan Schindzielorz seit 2016 wieder an Wettkämpfen teil. Er wurde mehrmals Deutscher Meister in den Seniorenklassen M35 und M40. 2017 gewann er bei den European Masters Athletics Championships die Goldmedaille in der Altersklasse M35 und stellte mit 14,11 Sekunden einen neuen Championship Record auf. 2018 wurde er zum ersten Mal in seiner Karriere Weltmeister und zwar in der Altersklasse M40 über 110 Meter Hürden. Im Vorlauf bei dieser Weltmeisterschaften im spanischen Málaga stellte er mit 14,13 Sekunden einen neuen Europarekord in der Altersklasse M40 auf. 2019 wurde er auch über 60 Meter Hürden in der Halle Weltmeister in dieser Altersklasse. Jan Schindzielorz hält darüber hinaus aktuell noch in mehreren Altersklassen (U23, Aktive und Senioren) bayerische und deutsche Rekorde über 60 Meter Hürden, 110 Meter Hürden, 100 und 200 Meter. 2019 verbesserte er den deutschen Rekord der Altersklasse M40 über 60 Meter Hürden auf 7,94 Sekunden.
2019 startete er bei den Deutschen Meisterschaften der Aktiven im Berliner Olympiastadion und qualifizierte sich vier Tage vor seinem 41. Geburtstag für das Finale. Damit ist er einer der ältesten Finalteilnehmer in einer Sprintdisziplin bei Deutschen Leichtathletik-Meisterschaften aller Zeiten.

## Erfolge
| Jahr | Erfolg                                                |
| ---- | ----------------------------------------------------- |
| 1995 | Deutscher B-Jugendvizemeister (Hochsprung)            |
| 1997 | Deutscher Jugendhallenmeister (60 m Hürden)           |
| 1997 | Deutscher Jugendmeister (110 m Hürden)                |
| 1997 | 3. Platz U20-Europameisterschaften (110 m Hürden)     |
| 1998 | Teilnahme Halleneuropameisterschaften (60 m Hürden)   |
| 1999 | Deutscher Juniorenmeister (110 m Hürden)              |
| 1999 | Deutscher Hallenvizemeister (60 m Hürden)             |
| 1999 | 3. Platz U23-Europameisterschaften (110 m Hürden)     |
| 2002 | 3. Platz Deutsche Hallenmeisterschaften (60 m Hürden) |
| 2002 | Teilnahme Europameisterschaften (110 m Hürden)        |
| 2002 | Teilnahme Halleneuropameisterschaften (60 m Hürden)   |
| 2003 | 6. Platz Universiade in Deagu/Südkorea (110 m Hürden) |
| 2004 | Deutscher Hallenmeister (60 m Hürden)                 |
| 2004 | 4. Platz Indoor-Europacup (60 m Hürden)               |
| 2004 | 3. Platz Mannschaft Indoor-Europacup                  |
| 2005 | Deutscher Hochschulmeister (110 m Hürden)             |
| 2005 | 3. Platz Deutsche Hallenmeisterschaften (60 m Hürden) |
| 2005 | 6. Platz Universiade in Izmir/Türkei (110 m Hürden)   |
| 2016 | Deutscher Hallenmeister M35 (60 m Hürden)             |
| 2016 | Deutscher Meister M35 (100 m)                         |
| 2016 | Deutscher Meister M35 (200 m)                         |
| 2016 | Deutscher Meister M35 (110 m Hürden)                  |
| 2017 | Europameister M35 (110 m Hürden)                      |
| 2017 | Deutscher Meister M35 (110 m Hürden)                  |
| 2017 | 2. Platz Deutsche Meisterschaften M35 (100 m)         |
| 2017 | 2. Platz Deutsche Meisterschaften M35 (200 m)         |
| 2018 | Weltmeister M40 (110 m Hürden)                        |
| 2018 | Deutscher Hallenmeister M40 (60 m Hürden)             |
| 2018 | 2. Platz Deutsche Hallenmeisterschaften M40 (60 m)    |
| 2018 | 2. Platz Deutsche Hallenmeisterschaften M40 (200 m)   |
| 2018 | Deutscher Meister M40 (110 m Hürden)                  |
| 2018 | Deutscher Meister M40 (200 m)                         |
| 2018 | Deutscher Meister M40 (400 m)                         |
| 2018 | 2. Platz Deutsche Meisterschaften M40 (100 m)         |
| 2019 | Hallenweltmeister M40 (60 m Hürden)                   |
| 2019 | Deutscher Hallenmeister M40 (60 m Hürden)             |
| 2019 | Deutscher Hallenmeister M40 (200 m)                   |

## Persönliche Bestleistungen
| Disziplin           | Leistung | Datum            | Ort                       |
| ------------------- | -------- | ---------------- | ------------------------- |
| 60 m Hürden (Halle) | 7,65 s   | 16. Februar 2002 | Sindelfingen, Deutschland |
| 110 m Hürden        | 13,50 s  | 1. Juni 2002     | Cottbus, Deutschland      |
| Hochsprung          | 2,06 m   | 9. Juli 1995     | Rhede, Deutschland        |

## Leistungsentwicklung
| Jahr | 110 Meter Hürden (in s) |
| ---- | ----------------------- |
| 1999 | 13,66 (1,06 m Hürde)    |
| 2000 | 13,87 (1,06 m Hürde)    |
| 2001 | 13,83 (1,06 m Hürde)    |
| 2002 | 13,50 (1,06 m Hürde)    |
| 2003 | 13,60 (1,06 m Hürde)    |
| 2004 | 13,77 (1,06 m Hürde)    |
| 2005 | 13,66 (1,06 m Hürde)    |
| 2006 | 13,86 (1,06 m Hürde)    |
| 2016 | 14,37 (0,99 m Hürde)    |
| 2017 | 14,11 (0,99 m Hürde)    |
| 2018 | 14,13 (0,99 m Hürde)    |
| 2019 | 14,32 (1,06 m Hürde)    |